# イサカ (ミシガン州)
イサカ（英: Ithaca）は、アメリカ合衆国のミシガン州にある都市。2000年の国勢調査時点で人口は3098人。グラティオット郡の郡庁所在地である。

## 地理
国勢調査局によると、市の総面積は10.6平方キロ（4.1平方マイル）で、その全域が陸地、水域は無い。国道127号線が通る。

## 人口動態
2000年の国勢調査時点で、この市には3098人、1211世帯、817家族が暮らしている。人口密度は1平方キロあたり293.2人で、平方マイルに換算すると759.9人となる。住居数は1289軒で、1平方キロに平均122.0軒（1平方マイルあたりでは316.2軒）が建っていることになる。住民のうち白人は96.03%、アフリカ系は0.23%、ネイティブ・アメリカンは0.65%、アジア系は0.36%、その他の人種は2.00%、混血は0.74%、ヒスパニック（ラテン系）は5.26%を占める。
1211世帯のうち34.6%は18歳未満の子どもと暮らしており、50.4%は夫婦で生活している。12.6%は未婚の女性が世帯主であり、32.5%は家族以外の住人と同居している。29.5%が独り身世帯で、13.7%を独居老人の世帯が占める。1世帯あたりの平均構成人数は2.47人、家庭の平均構成人数は3.04人である。
住民のうち27.1%が18歳未満の未成年、9.4%が18歳以上24歳以下、27.1%が25歳以上44歳以下、22.3%が45歳以上64歳以下、14.0%が65歳以上となっており、平均年齢は35歳である。女性100人に対して男性が85.4人いる一方、18歳以上の女性100人に対しては81.4人いる。
一世帯あたりの平均収入は3万5045米ドル、家族ごとでは4万5795米ドルである。男性の平均収入は3万2383米ドル、女性の平均収入は2万1604米ドルで、労働者でない人々も含めた住民一人当たりの収入は1万7291米ドルとなる。総人口の11.5%、家族の7.1%、18歳未満の子どもの12.4%、および65歳以上の高齢者の11.9%は貧困線以下の収入で生計を立てている。